# Línguas sechura-catacao
As línguas sechura-catacao formam uma família de línguas ameríndias extintas do Peru.

## Línguas
- Sechura (Sek)
- Grupo Tallán
  - Catacao
  - Colán